# تپه گیان
تپه گیان در ۱۹ کیلومتری جنوب غربی شهر نهاوند و ۲ کیلومتری سراب گیان و در کنار شهری به همین نام قرار گرفته‌ است و به عنوان یکی از قدیمی‌ترین آثار تاریخی قابل بازدید و تحقیق می‌باشد. باستان شناسان قدمت این منطقه را ۶۰ سده قبل از میلاد می‌دانند. عقیده برخی مورخان بر این است که ۵۵۰۰ تا ۵۷۰۰ سال قبل در این تپه مردمی می‌زیسته‌اند که از اقوام بومی ایران بوده‌اند و تمدنی شبیه به تمدن میانرودان داشته‌اند. ولی بعدها این قوم توسط اقوام مهاجر اروپایی و آسیایی از بین رفته و قوم جدید تمدن درخشان جدیدی را به وجود آورده‌اند که با تمدن میانرودان شباهتی نداشته‌است.
بررسی کاوشگران
برای اولین بار یکی از مورخان به نام هرتسفلد در تپه گیان یک نوع سفال منقوشی می‌بیند که بنا به اظهار وی نمونه‌هایی از آن سفال‌ها را در سال ۱۹۲۸ م.- ۱۳۰۷ شمسی، نزد عتیقه فروشان همدان دیده بود؛ لذا چند سال بعد موزه لوور پاریس به پروفسور رومن گریشمن و ژرژ کنتنو مأموریت می‌دهد تا کاوش‌های وسیع تری را در این محل انجام دهند. این کاوش‌ها در سال ۱۳۱۰ انجام شد و نتیجه مطالعات آن‌ در کتاب کاوش در تپه گیان نهاوند،در پاریس منتشر گردید؛این کتاب برای اولین بار درایران (سال۱۴۰۰) به کوشش مرتضی کیانی،در انتشارات سفیر اردهال چاپ و منتشر شده است.
پروفسور رومن گیرشمن به همراه دکتر کنتنو از موزه لوور پاریس در سال ۱۹۱۱ میلادی مطالعات و حفاری‌هایی روی تپه انجام داده‌اند و تاریخ آن را به  ۶۰ سده پیش از میلاد نسبت دادند. شهروندان گیان در آن زمان از اقوامی به نام کاسی‌ها بودند که قبل از ورود آریایی‌ها در مناطق غربی ایران مثل لرستان کنونی و دشت گیان زندگی می‌کردند. البته هم‌اکنون جز تلی از خاک چیزی از این تپه باقی نمانده است. بسیاری از آثار به‌دست آمده از حفاری‌های این تپه هم‌اکنون در موزه‌های بزرگ دنیا مانند لوور و ایران باستان نگهداری می‌شوند که از آن جمله می‌توان به جام زرین و ظروف سفالی منقوش اشاره کرد.
گیرشمن و هیئت همراه تپه گیان را تا عمق ۱۹ متری حفاری نمودند و در نتیجه تحقیقات خود به ۵ طبقه با خصوصیات متمایز برخورد نمودند که نشانگر وجود ۵ دوره از تمدن قدیم بود و نشان می‌داد که این منطقه دارای قدمتی در حدود ۶۰۰۰ سال پیش از تاریخ معاصر (مسیح) است.